# グラマン駅
グラマン駅（グラマンえき、英: Grumman）とはかつて存在したロングアイランド鉄道の本線の駅であり、1942年2月2日にグラマン・ベスページ空港のグラマン航空 (Grumman Aviation) の従業員のために開業された。木造の屋根付きの小屋 (shelter sheds) が、1951年にサウス・オイスターベイ・ロードが延長された滑走路のために再調整された時移転された駅に建設された。その駅は最終的に1985年に閉鎖された。かつての空港は現在のナッソー郡警察ヘリポートである。旧駅が現存するという証拠はない。